# Parque nacional Elk Island
El parque nacional Elk Island o Isla del Alce es uno de los 42 parques nacionales de Canadá, esta Isla de Conservación
se encuentra a 35 km al este de Edmonton, Alberta.

## Actividades
El parque está abierto las veinticuatro horas, todos los días del año.
Las actividades en invierno son
- Campamentos
- Excursiones
- Raqueta
- Esquí de fondo
- Mirar la vida silvestre

Las actividades en verano son
- Senderismo
- Golf
- Kayak/Canoa
- Observación de la vida silvestre
- Campamentos

Los servicios son
- Agua
- Teléfono
- Baños

La natación no se recomienda por el riesgo de contraer dermatitis llamada "picazón del nadador".